# 危地馬拉國家女子足球隊
危地馬拉國家女子足球隊（西班牙語：Selección femenina de fútbol de Guatemala）是代表危地馬拉参加国际女子足球赛事的国家队，由危地馬拉國家足協管轄，並參與中北美洲及加勒比海足球協會旗下的比賽。

## 外部連結
- Official website （页面存档备份，存于）
- FIFA profile